# Beyləqan (rajón)
Beyləqan je rajón v Ázerbájdžánu v blízkosti hranic s Íránem.

## Města a vesnice v rajónu
Qəhrəmanlı, Dünyamallar, Birinci Şahsevən, Örənqala, Milabad, Təzəkənd, Kəbirli, İkinci Şahsevən, Şərq, Yuxan Aran, Əhmədli, Bünyadlı, Baş Əlinəzərli,Orta Əlinəzərli, Yuxarı Çəmənli, Birinci Aşıqlı, Eyvazlılar, Tatalılar, İkinci Aşıqlı, Aşağı Çəmənli, İmamverdilər, Qaralılar, Əmirzeyidli, Allahyarlı